# NGC 4676/1
NGC 4676/1 је спирална галаксија у сазвежђу Береникина коса која се налази на NGC листи објеката дубоког неба.
Деклинација објекта је + 30° 43' 57" а ректасцензија 12h 46m 10,1s. Привидна величина (магнитуда) објекта NGC 4676 износи 13,5 а фотографска магнитуда 14,4. NGC 46761 је још познат и под ознакама NGC 4676A, IC 819, UGC 7938, MCG 5-30-76, CGCG 159-72, VV 224, ARP 242, DFOT 59, KCPG 355A, The Mice, PGC 43062.